# Książęta sandomierscy
Książęta sandomierscy

## Księstwosandomierskie
Pogrubioną czcionką oznaczono książąt zwierzchnich (krakowskich)

### Dynastia Piastów
| Daty panowania     | Władca                    | Pokrewieństwo                                | Uwagi (Kursywą oznaczono władztwa z innych dzielnic) |
| ------------------ | ------------------------- | -------------------------------------------- | --- |
| 1138 lub 1146-1166 | Henryk Sandomierski       | syn Bolesława III Krzywoustego               | |
| 1166-1173          | Bolesław IV Kędzierzawy   | syn Bolesława III Krzywoustego               | - od 1146 – książę senior krakowski - od 1138 – książę mazowiecki - od 1146 – książę kujawski                                                                                     |
| 1173-1194          | Kazimierz II Sprawiedliwy | syn Bolesława III Krzywoustego               | - 1166-1173 – książę wiślicki - od 1177 – książę krakowski (do 1182 z Kaliszem i Gnieznem) - od 1186 – książę mazowiecki i książę kujawski                                        |
| 1194-1227          | Leszek Biały              | syn Kazimierza II                            | razem z bratem Konradem I mazowieckim w latach 1194-1200 - 1194-1198, 1199, 1206-1210, i od 1211 – książę krakowski - 1194-1200 – książę mazowiecki - 1199-1200 – książę kujawski |
| 1194-1200          | Konrad I mazowiecki       | syn Kazimierza II                            | razem z bratem Leszkiem Białym - potem (1200-1247) – książę mazowiecki i książę kujawski - 1229-1231, 1241-1243 – książę krakowski - opieka nad Sandomierszczyzną 1227-1232       |
| 1194-1200          | Helena znojemska          | matka Konrada I                              | Regentka |
| 1227-1230 usunięty | Bolesław V Wstydliwy      | syn Leszka Białego                           | - 1243-1279, 1228-1229 – książę krakowski pod opieka Władysława Laskonogiego, - 1229-1230 – książę krakowski pod opieką Konrada I                                                 |
| 1230-1232 usunięty | Bolesław I mazowiecki     | brat stryjeczny Bolesława V Wstydliwego      | |
| 1232-1279 ponownie | Bolesław V Wstydliwy      | syn Leszka Białego                           | - 1232-1238 pod opieką Henryka I Brodatego z linii śląskiej, - 1238-1239 pod opieką Henryka II z linii śląskiej                                                                   |
| 1279-1288          | Leszek Czarny             | wnuk Konrada I, usynowiony przez Bolesława V | - od 1261 – książę sieradzki, od 1267 łęczycki, - 1273-1278 – książę Inowrocławia - od 1279 – książę krakowski                                                                    |
| 1288-1289          | Bolesław II mazowiecki    | wnuk Konrada I                               | - od 1275 – książę płocki - od 1294 – książę mazowiecki - zrezygnował |
| 1289               | Konrad II czerski         | wnuk Konrada I                               | - od 1262 – książę mazowiecki - zm. 1294 |
| 1289-1290          | Henryk IV Prawy           |                                              | |
| 1290-1292 usunięty | Władysław Łokietek        | wnuk Konrada I                               | - od 1267 – książę brzesko-kujawski - od 1288 – książę sieradzki |

### Dynastia Przemyślidów
| 1292-1304 | Wacław II |  | - od 1291 – książę krakowski - od 1299 – na Kujawach, Wielkopolsce i Pomorzu - od 1300 – król Polski |

### Dynastia Piastów
| Daty panowania     | Władca                           | Pokrewieństwo                    | Uwagi (Kursywą oznaczono władztwa z innych dzielnic) |
| ------------------ | -------------------------------- | -------------------------------- | --- |
| 1304-1320 ponownie | Władysław Łokietek               | wnuk Konrada I                   | - od 1305 – książę krakowski - od 1306 – książę kujawski - 1306-1309 – książę Pomorza gdańskiego - od 1314 – książę wielkopolski - od 1320 – król Polski |
| 1320               | zjednoczenie Królestwa Polskiego | zjednoczenie Królestwa Polskiego | zjednoczenie Królestwa Polskiego |